# Патисиран
Патисиран, коммерческое название Onpattro — синтетический лекарственный препарат олигонуклеотидной природы, который подавляет синтез белка транстиретина путём РНК-интерференции. Разработан для лечения редкого наследственного заболевания — амилоидной полинейропатии. Патисиран стал первым препаратом на основе интерференционных олигонуклеотидов, разрешённым FDA США для использования в клинике для лечения пациентов. Препарат разработан компанией Alnylam Pharmaceuticals (англ.).

## Состав
Молекула патисирана представляет собой короткую двухцепную рибонуклеиновую кислоту (РНК), в которой ряд нуклеотидов модифицирован. Антисмысловая нить состоит из последовательности 21 нуклеотида: АУГ ГАА УмАЦ УЦУ УГГ УУмА ЦдТдТ, где Ум — 2-метил-О-уридин, а дТ — тимидин. смысловая нить имеет последовательность ГУмА АЦмЦм ААГ АГУМ АУМУМ ЦМЦМА УмдТдТ (отметки те же, а Цм — 2-метил-О-цитидин). В препарате РНК находится в форме натриевой соли.

## Фармакологическое действие
Одна из цепей РНК препарата связывается с молекулой матричной РНК, считанной с этого гена TTR, что приводит к угнетению синтеза белка транстиретина. У пациентов, страдающих наследственной амилоидной полинейропатией в этом гене имеются мутации, которые приводят к патологической функции этого белка в печени, что и вызывает заболевание. Угнетение синтеза белка снижает его количество и имеет следствием уменьшение нарушений в нервной системе и в других органах.

## Экономическое значение
10 августа 2018 года патисиран разрешён администрацией питания и лекарственных препаратов США к использованию в клинической практике. Общее количество случаев до того неизлечимой наследственной амилоидной полинейропатии составляет около 50 тысяч во всем мире. Бизнес-аналитики прогнозируют около 1 млрд долларов США продаж препарата в год.